# EPOXI
Pour les articles homonymes, voir Époxy (homonymie).

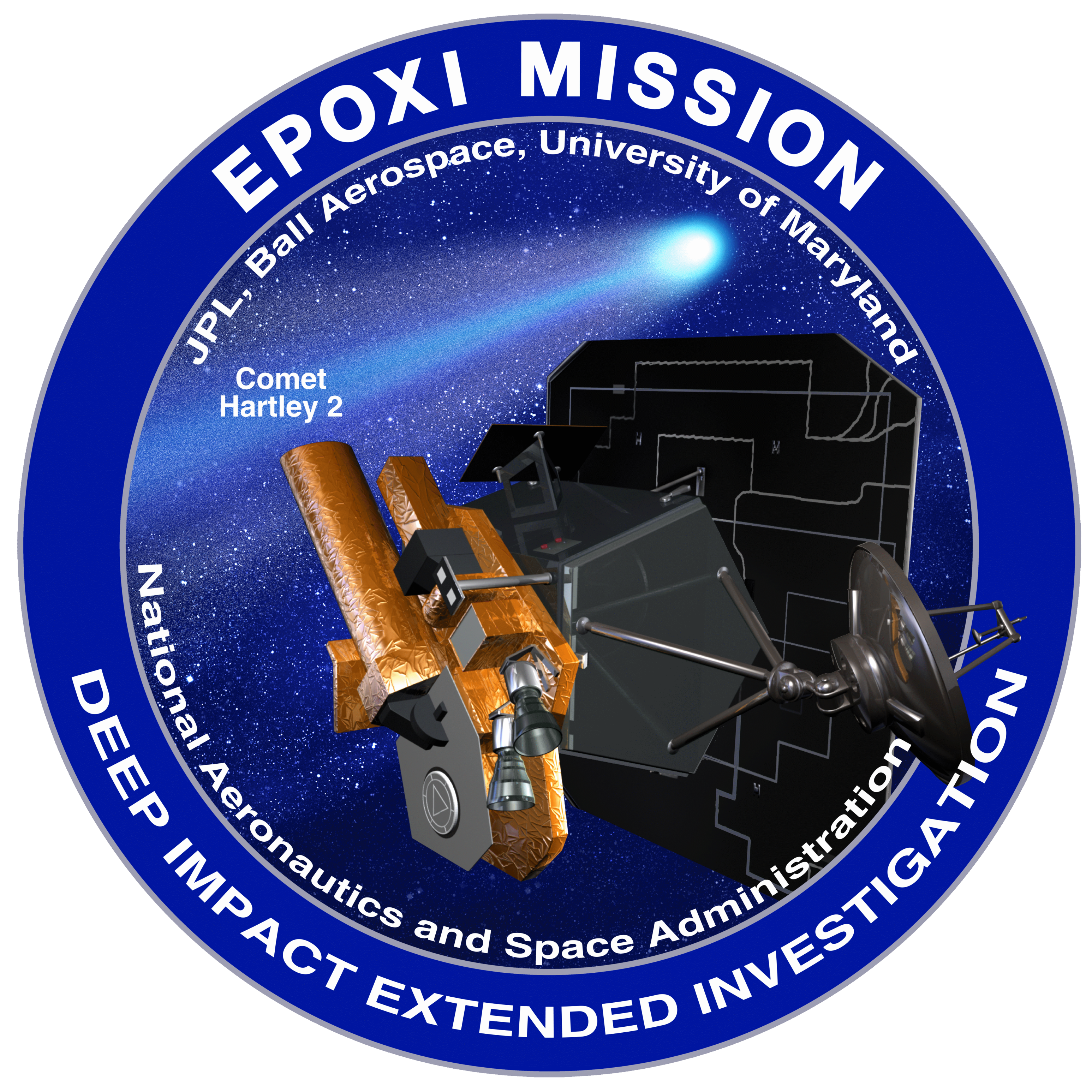
Logo de la mission EPOXI.

EPOXI (Extrasolar Planet Observation and Deep Impact Extended Investigation) est une mission secondaire de la sonde spatiale de la NASA Deep Impact ; elle fait suite au largage réussi d'un impacteur à la surface de la comète Tempel 1 en 2005. Après sa rencontre avec la comète, la sonde dispose encore de carburant lui permettant de modifier sa trajectoire. La NASA annonce le 3 juillet 2007 une nouvelle mission pour Deep Impact : elle comprend le survol d'une comète et l'observation de planètes extrasolaires durant le transit. Le projet est piloté par le centre spatial JPL responsable des missions interplanétaires à la NASA. Pour pouvoir survoler la comète visée, la sonde doit avoir recours à l'assistance gravitationnelle de la Terre fin 2007. En novembre 2007, la comète sélectionnée, Boethin, qui ne peut être repérée, est abandonnée au profit de Hartley 2. La NASA accepte de financer le rendez-vous qui doit désormais avoir lieu en novembre 2010 contre décembre 2008. La sonde a pour objectif de collecter des données scientifiques grâce à son spectromètre et sa caméra haute définition. Durant son transit vers la comète, la sonde observe et tente de caractériser des exoplanètes identifiées par d'autres moyens (programme EPOCh - Extrasolar Planet Observation and Characterization). Le 4 novembre 2010, la sonde survole la comète Hartley 2 et effectue des observations couronnées de succès.

## Mission
La mission principale de Deep Impact s'achève après le survol de la comète Tempel 1 en 2005. Mais la sonde américaine dispose encore de suffisamment de carburant pour effectuer des changements de trajectoire : une nouvelle mission, baptisée EPOXI, est assignée à Deep Impact. Celle-ci consiste à survoler une seconde comète. En 2007, la comète choisie, Boethin, ne peut être localisée et est remplacée par Hartley 2. EPOXI fait partie des missions d'opportunités financées par le programme Discovery.
Le 21 juillet 2005, Deep Impact exécute une manœuvre de correction de trajectoire qui la place sur la trajectoire pour survoler la Terre le 31 décembre 2007. La manœuvre permet à la sonde d'utiliser la gravité de la Terre pour commencer une nouvelle mission vers une autre comète. L'extension de la mission est appelée EPOXI (Extrasolar Planet Observation and Deep Impact Extended Investigation) et en janvier 2008, Deep Impact a commencé à étudier les étoiles avec plusieurs planètes extrasolaires connues dans une tentative de trouver d'autres étoiles de proximité. Le plus grand des deux télescopes de la sonde a tenté de trouver les planètes en utilisant la méthode des transits.
Le plan initial prévoit un survol de la comète Boethin le 5 décembre 2008, avec l'engin spatial à 700 km de distance. La sonde ne porte pas de deuxième impacteur pour une collision avec la comète et doit donc observer la comète pour la comparer à diverses caractéristiques disponibles sur Tempel 1. Michael A'Hearn, le responsable de l'équipe de Deep Impact réfléchit sur le projet à venir à ce moment-là : « Nous proposons de diriger la sonde pour un survol de la comète Boethin pour vérifier si les résultats trouvés sur la comète Tempel 1 sont uniques ou se retrouvent également sur d'autres comètes. » Il explique que la mission fournit environ la moitié seulement de l'information recueillie au cours de la collision avec Tempel 1, mais à une fraction du coût (le faible coût de la mission EPOXI, soit 40 millions de dollars américains, est réalisé en réutilisant la sonde existante Deep Impact). Deep Impact va utiliser son spectromètre pour étudier la composition de la surface de la comète et ses télescopes pour visualiser les caractéristiques de la surface.
Toutefois, alors que l'assistance gravitationnelle de la Terre approche, les astronomes sont incapables de localiser la comète Boethin, qui est trop pâle pour être observée. Par conséquent, son orbite ne peut être calculée avec une précision suffisante pour permettre un survol. Au lieu de cela, l'équipe décide d'envoyer Deep Impact vers la comète Hartley 2 exigeant un supplément de deux ans. La NASA approuve le financement supplémentaire requis et réoriente le vaisseau spatial.
Les contrôleurs de mission au Jet Propulsion Laboratory commencent à réorienter EPOXI le 1er novembre 2007. Ils commandent à la sonde d'effectuer une mise à feu des moteurs-fusées de trois minutes qui change sa vitesse. La nouvelle trajectoire de EPOXI prépare le terrain à trois survols de la Terre, le premier le 31 décembre 2007. Ceci place la sonde dans un « circuit d'attente » orbital afin qu'elle puisse rencontrer la comète Hartley 2 en 2010.
En juin 2009, le spectromètre de EPOXI balaye la Lune sur son chemin vers Hartley 2, et découvre des traces « d'eau ou d'hydroxyle », confirmant une observation du Moon Mineralogy Mapper — une découverte annoncée fin septembre 2009.
Le survol de la comète Hartley 2 a lieu le 4 novembre 2010. 

### Extrasolar Planet Observation and Characterization(EPOCh)

Transit de la Lune devant la Terre du 28 au 29 mai 2008 capturé par la mission EPOXI.

Avant le survol de 2008, afin de réorienter l'engin pour la rencontre de la comète Hartley 2, la sonde utilise le High Resolution Instrument (HRI, en français : « instrument à haute résolution »), le plus grand de ses deux télescopes, pour effectuer des observations photométriques des planètes extrasolaires précédemment découvertes par transit de janvier à août 2008. L'objectif des observations photométriques est de mesurer la quantité de lumière, sans résoudre nécessairement une image. Une aberration dans le miroir primaire de l'HRI permet au HRI de répandre la lumière à partir d'observations sur plus de pixels sans saturer le capteur CCD, lui permettant d'obtenir de meilleures données. Un total de 198 434 images sont exposées. Les objectifs de EPOCh est d'étudier les propriétés physiques des planètes géantes et des recherches pour des anneaux, lunes et planètes aussi petites que trois masses terrestres. La mission s'est également penchée sur la Terre comme si s'agit d'une planète extrasolaire pour fournir des données qui peuvent caractériser des planètes de type Terre pour de futures missions, et photographie la Terre plus de 24 heures pour capturer la Lune passant devant, le 29 mai 2008.
« La recherche de systèmes planétaires exosolaires est l'une des explorations les plus fascinantes de notre époque, » déclare Drake Deming, chercheur responsable adjoint de EPOXI au Goddard Space Flight Center de la NASA, à Greenbelt. « Avec EPOXI, nous avons la possibilité de découvrir de nouveaux mondes et même d'analyser la lumière qu'ils émettent pour peut-être voir quelles atmosphères ils possèdent. »

### Survol de comète

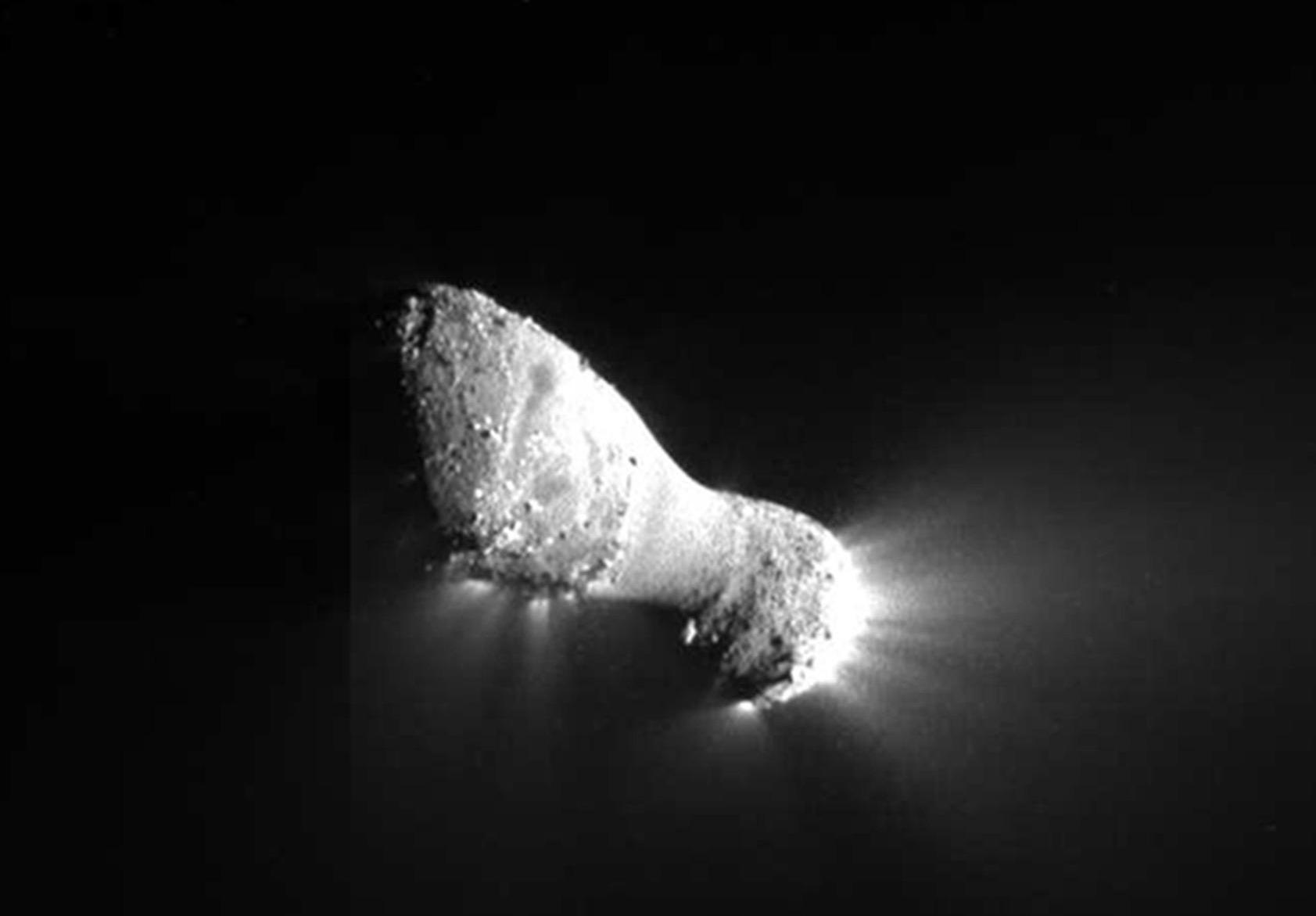
Le noyau de la comète 103P/Hartley, mesurant environ 2 kilomètres de long et 0.4 km à sa partie la plus étroite ou au cou. Des jets peuvent être vus s'échappant du noyau.

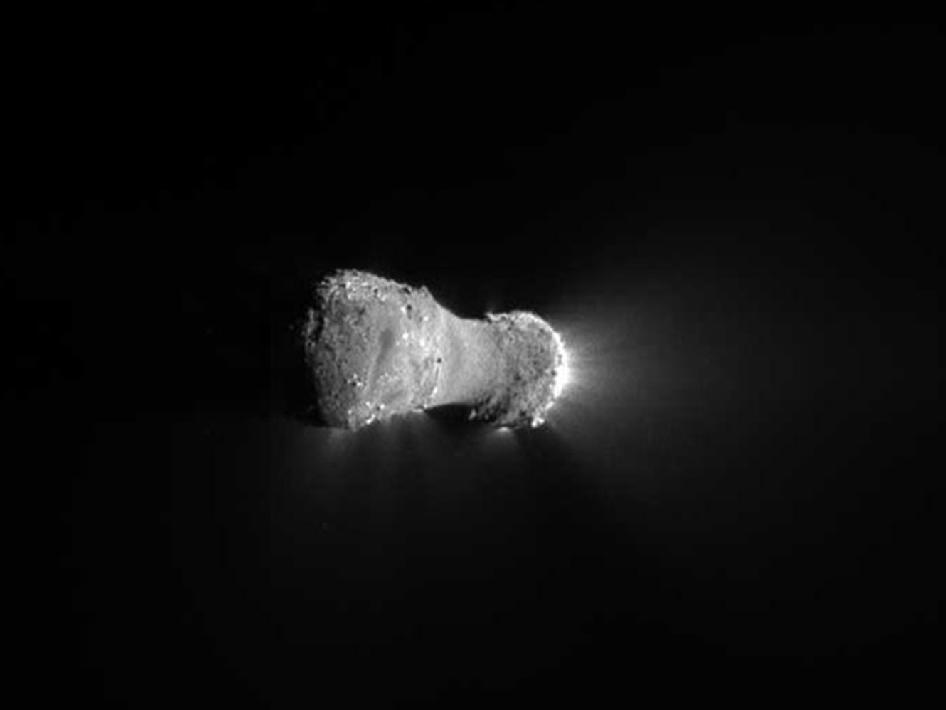
Une autre vue de la comète, prise lors du rapprochement le plus proche.

Le survol le plus proche de la comète Hartley 2, a lieu le 4 novembre 2010 à 15 h TU, s'approchant à moins de 700 km environ de la petite comète d'un demi-mile de diamètre. La sonde utilise la même suite de trois instruments scientifiques, soit deux télescopes et un spectromètre infrarouge, que durant sa première mission pour guider un impacteur sur la comète Tempel 1 en juillet 2005 et observer les résultats.
Les premiers résultats des observations montrent que la comète est alimentée par de la neige carbonique, pas de vapeur d'eau comme on le pense. Les images sont suffisamment claires pour que les scientifiques pointent des jets de poussière et de gaz avec des caractéristiques de surface spécifiques.
Si les observations de Hartley 2 par EPOXI montrent qu'elle est semblable à l'une des autres comètes qui sont observées, cette nouvelle classe de comètes est définie pour la première fois. Si la comète présente des caractéristiques différentes, elle ne fait qu'approfondir le mystère de la diversité cométaire.
« Quand la comète Boethin n'a pu être localisée, nous sommes allés à notre sauvegarde, qui est tout aussi intéressante, mais environ deux ans plus loin sur la route », a déclaré Tom Duxbury, chef du projet EPOXI au Jet Propulsion Laboratory de la NASA à Pasadena, en Californie.
« Hartley 2 est scientifiquement tout aussi intéressante que la comète Boethin, car les deux ont des noyaux relativement petits, actifs », a déclaré Michael A'Hearn, responsable de la mission EPOXI à l'université de Maryland, College Park.
La sonde est maintenant sur une orbite solaire proche de celle de la Terre. Elle utilise la Terre pour une douce manœuvre d'assistance gravitationnelle en décembre 2008 et à nouveau en décembre 2009. Le 30 mai 2010, la sonde allume avec succès ses moteurs pour une manœuvre de 11,3 secondes consistant en une correction de trajectoire, pour un changement de vitesse (Dv) de 0,1 mètre par seconde, en préparation d'un survol de la Terre le 27 juin 2010. Les observations de Hartley 2 commencent le 5 septembre et se terminent le 25 novembre 2010.